# Покривник біловолий
Покривни́к біловолий  (Myrmoderus loricatus) — вид горобцеподібних птахів родини сорокушових (Thamnophilidae). Ендемік Бразилії.

## Опис
Довжина птаха становить 15,5 см. Верхня частина тіла і тім’я каштанові, на потилиці біла пляма, над очима білі "брови", покривні пера крил чорнуваті. Нижня частина тіла білувата, груди у самців чорні, поцятковані білим лускоподібним візерунком, у самиць охристі. Лапи рожеві.

## Поширення і екологія
Біловолі покривники мешкають на сході Бразилії, в центрі і на південному сході Баїї, на сході Мінас-Жерайса, в Еспіріту-Санту і Ріо-де-Жанейро і на північному сході Сан-Паулу. Вони живуть у вологих рівнинних і гірських атлантичних лісах, на висоті від 700 до 1300 м над рівнем моря.